# عرانة
عرانة  قرية من قرى الضفة الغربية وتتبع محافظة جنين، تقع إلى الشمال الشرقي من مدينة جنين، وتبعد عنها 2 كم. ترتفع عن سطح البحر (240) مترا. وهي من القرى المحتلة في حرب 1967.

## التسمية
يعتقد أن اسم قرية عرانة منسوب إلى وادي عرنة الواقع قرب مكة المكرمة وهذا يثبت أصالة سكان قرية عرانة وصدق نسبهم وانتمائهم وهناك من يعتقد أن جذرعرانة مأخوذ من(عرنا) السرياني بمعنى:
(صلب واشتد).
وفي كلا التفسيرين نسب وأصالة وطهارة وقوة وحزم وصلابة تشرف به أهل عرانة منذ زمن لذلك جبلوا بالصدق والعناد على حق ومقاومة الظلم وحب الأرض والعلم معاً حتى باتوا مضرب الأمثال.

## الجغرافيا
عرانة قرية وديعة جميلة خضراء وسط سهل مرج ابن عامر وعلى مقربة من حدود فلسطين المحتلة. تبلغ مساحة أراضيها (12,500) دونما، ويحيط بها أراضي قرى عربونة، ودير غزالة، وبيت قاد، والجلمة .

## السكان
قدر عدد سكانها في عام 1922 (600) نسمة وعام 1945 (800) نسمة، وفي عام 1967 حوالي (1200) نسمة وعام 1987 حوالي (2000) نسمة وبلغوا عام 1997 حوالي (3000) نسمة 4000 نسمة عام 2006.

## الآثار
وفي القرية بقايا محلة قديمة وحجارة ابنية منحلة وقبور وصهاريج منقورة في الصخر، وفيها مقام يعرف باسم "مقام الشيخ عبد الله"، ومقام الشيخ صالح والشيخ سعيد.